# Josh Sussman
Pour les articles homonymes, voir Sussman.
Josh Sussman est un acteur américain connu pour ses rôles de Hugh Normous dans Les Sorciers de Waverly Place et de Jacob Ben Israel dans Glee.

## Biographie
Josh Sussman, aussi connu sous le nom de Jolly Josh est né le 30 décembre 1986 dans le New Jersey, à Tearneck exactement. Il a étudié deux ans dans le programme Meisner à l’École du Cinéma et de la Télévision de New York.

## Carrière

### Séries
Apparitions
- My Crazy Life (2005)
- The Tonight Show With Jay Leno (2007)
- Drake et Josh (2007)
- What About Brian (2007)
- La Vie de palace de Zack et Cody (2007)
- Bones (2009)
- Sonny (2009)

Rôles récurrents
- Les Sorciers de Waverly Place (2008-2009)
- Warren the Ape (2010)
- Fish Hook (2010-2011)
- Glee (2009-2011)

### Films / Mini-Films
- Name Of The Game (2006)
- Zip (2007)
- The Evening Journey (2008)
- The Juggler (2009)
- Stay Cool (2009)
- I Owe My Life To Corbin Bleu (2010)
- Spring Sing (2010)
- Shakey Ground (2010)
- The Elevator (2011)
- Wish Wizard (2011)
- 2 Lava 2 Lantula ! (2016)